# Ана Веселинович
Ана Веселинович (нар. 22 лютого 1988) — колишня чорногорська тенісистка.
Найвищу одиночну позицію світового рейтингу — 329 місце досягла 10 вересня 2007, парну — 172 місце — 6 серпня 2018 року.
Здобула 6 одиночних та 31 парний титул туру ITF.

## Фінали ITF

### Одиночний розряд: 15 (6–9)
| Легенда         |
| --------------- |
| турніри $25,000 |
| турніри $15,000 |
| турніри $10,000 |

| Фінали за покриттям |
| ------------------- |
| Тверде (4–7)        |
| Ґрунт (2–0)         |
| Килим (0–2)         |

| Результат | Ранг | Дата              | Турнір                     | Покриття  | Суперниця         | Рахунок          |
| --------- | ---- | ----------------- | -------------------------- | --------- | ----------------- | ---------------- |
| Поразка   | 1.   | 19 лютого 2006    | ITF Бухен, Німеччина       | Килим (i) | Анна Коженяк      | 6–2, 5–7, 6–7(6) |
| Перемога  | 1.   | 1 жовтня 2006     | ITF Подгориця, Чорногорія  | Ґрунт     | Дія Евтімова      | 6–4, 7–5         |
| Перемога  | 2.   | 8 липня 2007      | ITF Прокуплє, Сербія       | Ґрунт     | Клаудія Бочова    | 6–4, 6–3         |
| Перемога  | 3.   | 28 липня 2007     | ITF Калгарі, Канада        | Тверде    | Шерон Фічмен      | 6–2, 6–1         |
| Перемога  | 4.   | 5 травня 2013     | ITF Шарм-еш-Шейх, Єгипет   | Тверде    | Клартьє Лібенс    | 6–2, 6–3         |
| Поразка   | 2.   | 9 червня 2013     | ITF Ağrı, Туреччина        | Килим     | Ілона Кремінь     | 4–6, 4–6         |
| Перемога  | 5.   | 23 лютого 2014    | ITF Шарм-еш-Шейх           | Тверде    | Барбара Гаас      | 7–5, 5–7, 6–3    |
| Поразка   | 3.   | 28 вересня 2014   | ITF Шарм-еш-Шейх           | Тверде    | Наомі Кедевей     | 4–6, 4–6         |
| Поразка   | 4.   | 5 вересня 2015    | ITF Kiryat Gat, Ізраїль    | Тверде    | Деніз Хазанюк     | 3–6, 0–6         |
| Поразка   | 5.   | 15 листопада 2015 | ITF Шарм-еш-Шейх           | Тверде    | Каміла Керімбаєва | 6–3, 1–6, 2–6    |
| Поразка   | 6.   | 5 червня 2016     | ITF Kiryat Shmona, Ізраїль | Тверде    | Марта Пайгіна     | 3–6, 1–6         |
| Перемога  | 6.   | 10 липня 2016     | ITF Буджа, Туреччина       | Тверде    | Аймет Ускатегі    | 6–3, 6–4         |
| Поразка   | 7.   | 28 серпня 2016    | ITF Шарм-еш-Шейх           | Тверде    | Тереза Михалкова  | 6–2, 3–6, 4–6    |
| Поразка   | 8.   | 9 липня 2017      | ITF Амаранте, Португалія   | Тверде    | Лу Цзяцзін        | 4–6, 4–6         |
| Поразка   | 9.   | 2 грудня 2017     | ITF Індаур, Індія          | Тверде    | Ольга Дорошина    | 6–7(6), 2–6      |

### Парний розряд: 42 (31–11)
| Легенда          |
| ---------------- |
| турніри $100,000 |
| турніри $80,000  |
| турніри $60,000  |
| турніри $25,000  |
| турніри $15,000  |
| турніри $10,000  |

| Фінали за покриттям |
| ------------------- |
| Тверде (28–8)       |
| Ґрунт (3–3)         |
| Трава (0–0)         |
| Килим (0–0)         |

| Результат | Ранг | Дата              | Турнір                        | Покриття | Партнерка                 | Суперниці                                   | Рахунок             |
| --------- | ---- | ----------------- | ----------------------------- | -------- | ------------------------- | ------------------------------------------- | ------------------- |
| Перемога  | 1.   | 2 липня 2005      | ITF Heerhugowaard, Нідерланди | Ґрунт    | Христина Антонійчук       | Марріт Бонстра Нікол Тіссен                 | 1–6, 6–2, 7–5       |
| Поразка   | 1.   | 15 липня 2006     | ITF Гархінг, Німеччина        | Ґрунт    | Яніна Тольян              | Катаріна Кіллі Зара Раб                     | 5–7, 5–7            |
| Перемога  | 2.   | 21 жовтня 2006    | ITF Дубровник, Хорватія       | Ґрунт    | Теодора Мирчич            | Каролина Йованович Полона Ребершак          | 6–4, 7–5            |
| Перемога  | 3.   | 1 грудня 2006     | ITF Тель-Авів, Ізраїль        | Тверде   | Ева-Марія Гох             | Марріт Бонстра Рене Рейнгард                | 6–4, 7–6(5)         |
| Поразка   | 2.   | 18 травня 2007    | ITF Анталія, Туреччина        | Ґрунт    | Анна Фіцпатрік            | Коріна Перковіч Іпек Шенолу                 | 6–1, 1–6, 4–6       |
| Поразка   | 3.   | 10 червня 2007    | ITF Градо, Італія             | Ґрунт    | Крістіна Вілер            | Стефанія К'єппа Дар'я Кустова               | 5–7, 3–6            |
| Перемога  | 4.   | 7 липня 2007      | ITF Прокуплє, Сербія          | Ґрунт    | Марія Ірігоєн             | Кіка Гоґендорн Давінія Лоббінґер            | 6–1, 7–6(3)         |
| Перемога  | 5.   | 27 липня 2007     | ITF Калгарі, Канада           | Тверде   | Анна Фіцпатрік            | Соледад Есперон Агустіна Лепоре             | 6–4, 6–3            |
| Поразка   | 4.   | 29 вересня 2007   | Ноттінгем, Англія             | Тверде   | Анна Фіцпатрік            | Емма Лайне Кароліне Мас                     | 6–3, 6–7(4), [6–10] |
| Перемога  | 6.   | 23 лютого 2008    | Клірвотер, США                | Тверде   | Анна Фіцпатрік            | Чжань Цзіньвей Окамото Сейко                | 6–2, 3–6, [10–6]    |
| Перемога  | 7.   | 1 березня 2008    | Fort Walton Beach, США        | Тверде   | Анна Фіцпатрік            | Нікол Тіссен Пауліне Вонг                   | 6–3, 7–6(4)         |
| Поразка   | 5.   | 2 березня 2013    | Шарм-еш-Шейх, Єгипет          | Тверде   | Наомі Броді               | Ілка Черегі Зара Разафімахатратра           | 5–7, 3–6            |
| Перемога  | 8.   | 11 травня 2013    | Шарм-еш-Шейх                  | Тверде   | Кароліна Петреллі         | Анастасія Харченко Анна Моргіна             | 3–6, 7–5, [10–7]    |
| Перемога  | 9.   | 18 травня 2013    | Шарм-еш-Шейх                  | Тверде   | Анна Фіцпатрік            | Башак Ерайдин Меліс Сезер                   | 2–6, 6–4, [10–3]    |
| Перемога  | 10.  | 15 лютого 2014    | Шарм-еш-Шейх                  | Тверде   | Євгенія Пашкова           | Джулія Бруццоне Елена-Теодора Кадар         | 2–6, 6–0, [10–4]    |
| Перемога  | 11.  | 22 лютого 2014    | Шарм-еш-Шейх                  | Тверде   | Пашкова Євгенія Сергіївна | Зара Разафімахатратра Демі Схюрс            | 6–2, 6–1            |
| Перемога  | 12.  | 15 березня 2014   | Шарм-еш-Шейх                  | Тверде   | Ніна Стоянович            | Деа Герджелаш Наташа Палха                  | 6–0, 4–6, [10–6]    |
| Перемога  | 13.  | 22 березня 2014   | Шарм-еш-Шейх                  | Тверде   | Пашкова Євгенія Сергіївна | Емма Лайне Емілі Веблі-Сміт                 | 6–3, 7–5            |
| Перемога  | 14.  | 20 червня 2014    | Астана, Казахстан             | Тверде   | Софія Квацабая            | Альбіна Хабібуліна Катерина Клюєва          | 7–6(5), 7–6(3)      |
| Перемога  | 15.  | 4 вересня 2015    | Kiryat Gat, Ізраїль           | Тверде   | Франсеска Стівенсон       | May Kimhi Майя Тахан                        | 6–3, 7–5            |
| Поразка   | 6.   | 11 вересня 2015   | Тиверіада, Ізраїль            | Тверде   | Франсеска Стівенсон       | Катаріна Герінґ Наомі Тотка                 | 4–6, 6–7(5)         |
| Поразка   | 7.   | 10 жовтня 2015    | Шарм-еш-Шейх                  | Тверде   | Ола Абу Зекрі             | Фрея Крісті Александра Райлі                | 6–7(9), 6–3, [8–10] |
| Перемога  | 16.  | 14 листопада 2015 | Шарм-еш-Шейх                  | Тверде   | Каміла Керімбаєва         | Ана Б'янка Міхейле Hélène Scholsen          | w/o                 |
| Перемога  | 17.  | 27 травня 2016    | Ramat Gan, Ізраїль            | Тверде   | Наомі Тотка               | Шеллі Кроліцкі Альона Пушкаревскі           | 2–6, 6–3, [10–6]    |
| Перемога  | 18.  | 4 червня 2016     | Kiryat Shmona, Ізраїль        | Тверде   | Наомі Тотка               | Влада Єкшибарова Керен Шломо                | 6–1, 1–6, [10–6]    |
| Перемога  | 19.  | 2 липня 2016      | Анталія, Туреччина            | Тверде   | Меліс Сезер               | Влада Єкшибарова Альона Сотникова           | 6–3, 6–4            |
| Перемога  | 20.  | 9 липня 2016      | Ізмір, Туреччина              | Тверде   | Влада Єкшибарова          | Дарія Лодікова Анетте Мунозова              | 6–3, 6–3            |
| Перемога  | 21.  | 16 липня 2016     | Шарм-еш-Шейх                  | Тверде   | Жакеліне Кабадж Авад      | Катерина Слюсар Дгрутхі Татачар Венуґопал   | 6–4, 6–1            |
| Перемога  | 22.  | 13 серпня 2016    | Шарм-еш-Шейх                  | Тверде   | Шармада Балу              | Маріам Болквадзе Ана Б'янка Міхейле         | 4–6, 7–6(2), [10–8] |
| Перемога  | 23.  | 20 серпня 2016    | Шарм-еш-Шейх                  | Тверде   | Десіпна Папаміхаїл        | Берфу Дженгіз Дгрутхі Татачар Венуґопал     | 7–6(4), 1–6, [10–5] |
| Перемога  | 24.  | 16 грудня 2016    | Пуне, Індія                   | Тверде   | Беатріс Гумуля            | Камонвам Буаям Кейті Данн                   | 6–4, 6–3            |
| Перемога  | 25.  | 8 квітня 2017     | Шарм-еш-Шейх                  | Тверде   | Ю Сяоді                   | Ола Абу Зекрі Сандра Самір                  | 6–3, 7–5            |
| Перемога  | 26.  | 15 квітня 2017    | Шарм-еш-Шейх                  | Тверде   | Ю Сяоді                   | Лаура-Йоана Андрей Мелані Клаффнер          | 2–6, 7–5, [13–11]   |
| Поразка   | 8.   | 28 квітня 2017    | ITF Карші, Узбекистан         | Тверде   | Нігіна Абдураїмова        | Ольга Дорошина Поліна Монова                | 5–7, 2–6            |
| Перемога  | 27.  | 17 вересня 2017   | ITF Реддінг, США              | Тверде   | Данейка Бортвік           | Гаррієт Дарт Марія Санчес                   | 6–3, 6–4            |
| Поразка   | 9.   | 22 вересня 2017   | ITF Лаббок, США               | Тверде   | Карман Каур Тханді        | Вікторія Дувал Аліса Клейбанова             | 6–2, 4–6, [8–10]    |
| Перемога  | 28.  | 14 жовтня 2017    | ITF Лагос, Нігерія            | Тверде   | Айла Аксу                 | Конні Перрен Валерія Страхова               | 6–4, 6–2            |
| Перемога  | 29.  | 18 листопада 2017 | ITF Дакар, Сенегал            | Тверде   | Яна Сізікова              | Валентіні Грамматікопулу Розалі ван дер Гук | 6–3, 6–3            |
| Поразка   | 10.  | 15 грудня 2017    | ITF Пуне, Індія               | Тверде   | Саманта Мюррі             | Джессі Ромп'єс Варуня Вонгтінчай            | 4–6, 2–6            |
| Поразка   | 11.  | 9 березня 2018    | ITF Бхопал, Індія             | Тверде   | Тереза Михалкова          | Каніка Вайдя Розалі ван дер Гук             | 2–1 ret.            |
| Перемога  | 30.  | 16 березня 2018   | ITF Гваліор, Індія            | Тверде   | Яна Сізікова              | Фрея Крісті Альбіна Хабібуліна              | 6–3, 2–6, [10–5]    |
| Перемога  | 31.  | 14 грудня 2018    | ITF Pune                      | Тверде   | Беатріс Гумуля            | Шерон Фічмен Валерія Савіних                | 7–6(4), 1–6, [11–9] |